# Dharapuram
Dharapuram (en tamil: தாராபுரம் ) es una localidad de la India en el distrito de Tirupur, estado de Tamil Nadu.

## Geografía
Se encuentra a una altitud de 255 m s. n. m. a 400 km de la capital estatal, Chennai, en la zona horaria UTC +5:30.

## Demografía
Según estimación 2010 contaba con una población de 81 700 habitantes.